# Two Weeks to Live
 (août 2022).
La mise en forme du texte ne suit pas les recommandations de Wikipédia : il faut le « wikifier ».
Les points d'amélioration suivants sont les cas les plus fréquents. Le détail des points à revoir est peut-être précisé sur la page de discussion.
- Les titres sont pré-formatés par le logiciel. Ils ne sont ni en capitales, ni en gras.
- Le texte ne doit pas être écrit en capitales (les noms de famille non plus), ni en gras, ni en italique, ni en « petit »…
- Le gras n'est utilisé que pour surligner le titre de l'article dans l'introduction, une seule fois.
- L'italique est rarement utilisé : mots en langue étrangère, titres d'œuvres, noms de bateaux, etc.
- Les citations ne sont pas en italique mais en corps de texte normal. Elles sont entourées par des guillemets français : « et ».
- Les listes à puces sont à éviter, des paragraphes rédigés étant largement préférés. Les tableaux sont à réserver à la présentation de données structurées (résultats, etc.).
- Les appels de note de bas de page (petits chiffres en exposant, introduits par l'outil «  Source ») sont à placer entre la fin de phrase et le point final[comme ça].
- Les liens internes (vers d'autres articles de Wikipédia) sont à choisir avec parcimonie. Créez des liens vers des articles approfondissant le sujet. Les termes génériques sans rapport avec le sujet sont à éviter, ainsi que les répétitions de liens vers un même terme.
- Les liens externes sont à placer uniquement dans une section « Liens externes », à la fin de l'article. Ces liens sont à choisir avec parcimonie suivant les règles définies. Si un lien sert de source à l'article, son insertion dans le texte est à faire par les notes de bas de page.
- La présentation des références doit suivre les conventions bibliographiques. Il est recommandé d'utiliser les modèles {{Ouvrage}}, {{Chapitre}}, {{Article}}, {{Lien web}} et/ou {{Bibliographie}}. Le mode d'édition visuel peut mettre en forme automatiquement les références.
- Insérer une infobox (cadre d'informations à droite) n'est pas obligatoire pour parachever la mise en page.

Pour une aide détaillée, merci de consulter Aide:Wikification.
Si vous pensez que ces points ont été résolus, vous pouvez retirer ce bandeau et améliorer la mise en forme d'un autre article.
Pour l’article homonyme, voir Two Weeks to Live (film, 1943).
Two Weeks to Live ( "Deux semaines à vivre" ) est une mini-série télévisée en six parties de 2020, produite pour Sky UK et HBO Max avec Maisie Williams dans le rôle de Kim Noakes, une inadaptée, qui a été élevée dans un isolement presque total "vivant hors réseau " dans l'Écosse rurale pendant la majeure partie de sa vie par sa mère survivaliste surprotectrice, Tina ( Sian Clifford ).
La série est diffusée sur Canal+ dès le 15 octobre 2020 puis dès le 8 novembre 2024 sur M6+ gratuitement.

## Synopsis
Kim se rend pour la première fois dans un pub par aventure et rencontre deux frères. Elle est naïve et rentre chez eux où une farce est jouée à Kim – une fausse vidéo dépeignant une apocalypse nucléaire et que tout le monde n'a plus que deux semaines à vivre. Kim, élevée dans la conviction que la fin des temps était proche, entreprend de tuer l'homme qui a assassiné son père devant elle lorsqu'elle était enfant,,.

## Distribution
- Maisie Williams (VF : Alice Orsat) : Kim Noakes
  - Caitlin Rawden : Kim, enfant
- Sian Clifford (VF : Claire Guyot) Tina Noakes
- Mawaan Rizwan (VF : Clément Moreau) :  Nicky
- Taheen Modak (VF : Fabrice Trojani) : Jay
- Jason Flemyng (VF : Stefan Godin) : DI Alan Brooks
- Michael Begley (VF : Jérôme Keen) : Ian
- Thalissa Teixeira (VF : Annie Milon) :Thompson
- Kerry Howard (VF : Alice Taurand) : Beth
- Sean Pertwee (VF : Thierry Mercier) : Jimmy
- Tony Pritchard (VF : Nicolas Justamon) : Carl
- Pooky Quesnel (VF : Pascale Vital) : Mandy
- Sean Knopp : Le père de Kim
- Jean Trend : Madame Davidson
- Josh Hull : Un homme de main de Brooks et Thompson

## Épisodes
.Episode 1
Kim vit en marge de la société avec sa mère Tina, une survivaliste. La jeune fille décide de découvrir le monde et se lance dans une mission secrète pour venger la mort de son père, disparu dans des circonstances mystérieuses lorsqu'elle était encore enfant. Durant son voyage, Kim va faire la connaissance de Nicky et de son frère Jay, qui lui annoncent que la fin du monde est imminente…
.Episode 2
Alors que la fin du monde approche, Kim se retrouve face à face avec le meurtrier de son père qui semble, de son côté, avoir totalement oublié les faits et le nom de sa victime. Pendant ce temps, Nicky, désespéré, est contraint de se confesser et Jay se confie au sujet de ses problèmes avec sa petite amie, Beth. Tina, de son côté, s'inquiète et recherche sa fille…
.Episode 3
Après avoir retrouvé sa fille, Tina apprend la mort de Jimmy et décide de retourner avec Kim au manoir pour retrouver Nicky et Jay. Ces derniers se disputent et Jay espère récupérer assez d'argent pour régler ses problèmes avec Beth. Mais la petite bande se fait surprendre par de vieilles connaissances de Jimmy et la situation dégénère…
.Episode 4
Alors que Jay et Brooke semblent tenir une piste, Tina propose à Kim de se rendre à une fête foraine avant de repartir en Écosse. La jeune fille découvre qu'on lui a menti et décide d'ignorer les menaces proférées par la mystérieuse fille de Jimmy. Elle réalise par ailleurs, qu'il est temps pour elle de tourner la page et de commencer à faire le deuil de son père...
.Episode 5
Kim apprend qu'elle a été trompée par sa mère et va tout mettre en œuvre pour la faire payer, tout en se rapprochant de Nicky. Tina, de son côté, décide de conclure un accord. Pendant ce temps, les associés criminels de Jimmy sont toujours à leur poursuite et Jay qui décide de garder l'argent, semble de plus en plus proche de Beth...
.Episode 6
Alors que la tension est à son comble entre Nicky et Kim, cette dernière, sur le point de faire face à sa trahison, découvre que Beth a été piégée. Jay, de son côté, décide de s'ouvrir un peu plus. Pendant ce temps, Brooks est toujours sur leurs traces. Enfin, l'identité de Tina est sur le point d'être révélée ainsi que les secrets qu'elle conserve…

## Production
La série britannique, écrite par Gaby Hull  et produite par Kudos, a fait ses débuts le 2 septembre 2020. La série en six parties met également en vedette Sean Knopp, Mawaan Rizwan et Taheen Modak,,.